# Piensaari (ö i Södra Savolax, S:t Michel, lat 61,64, long 28,22)
Piensaari är en ö i Finland. Den ligger i sjön Mykrä och i kommunen Puumala i den ekonomiska regionen  S:t Michel och landskapet Södra Savolax, i den södra delen av landet, 240 km nordost om huvudstaden Helsingfors. Öns area är 1,7 hektar och dess största längd är 190 meter i nord-sydlig riktning.